# 이해수 (1960년)
이해수(李海洙, 1960년 5월 15일 ~ )은 대한민국의 제7대 경상북도 포항시의원이다.

## 학력
- 선린대학교 졸업

## 경력
- 오천읍 농업협동조합 이사 역임
- 오천읍 청년특우연합회 회장 역임
- 오천읍 청년회 수석감사 역임
- 오천읍 체육회 부회장 역임
- 오천중학교, 오천고등학교 레슬링후원회 회장 역임
- 국제로타리 포항시 강남클럽 부회장 역임
- 신흥중학교 운영위원회 부위원장 역임
- 포항 남부소방서 행정자문위원
- 포항 남부경찰서 시민경찰 4기 회장
- 대한산악연맹 경북 포항시연맹 부회장
- 포항시 체육전무협의회 이사
- 오천읍 공공도서관 운영위원장
- 오천읍 자율방범대 상임위원
- 오천읍 지역발전협의회 이사
- 포항 강남로타리클럽 로타리 재단 위원장
- 2014.07 ~ 2018.06 제7대 경상북도 포항시 의원
- 2014.07 ~ 2016.07 제7대 경상북도 포항시의회 전반기 건설도시위원회 부위원장
- 2016.07 ~ 2018.06 제7대 경상북도 포항시의회 후반기 의회운영위원회 위원

## 역대 선거 결과
| 선거명          | 직책명                               | 대수           | 정당     | 득표율 | 득표수  | 결과 | 당락                     |
| --------------- | ------------------------------------ | -------------- | -------- | ------ | ------- | ---- | ------------------------ |
| 제4회 지방 선거 | 경상북도 포항시의원(포항시 차선거구) | 5대 (민선 4기) | 무소속   | 18.07% | 2,861표 | 3위  | 낙선                     |
| 제6회 지방 선거 | 경상북도 포항시의원(포항시 자선거구) | 7대 (민선 6기) | 새누리당 | 21.20% | 3,710표 | 2위  | 경상북도 포항시의원 당선 |